# Обињи ле Сомбернон
Обињи ле Сомбернон (фр. Aubigny-lès-Sombernon) насеље је и општина у источном делу централне Француске у региону Бургоња, у департману Златна обала која припада префектури Дижон.
По подацима из 2011. године у општини је живело 148 становника, а густина насељености је износила 18,66 становника/km². Општина се простире на површини од 7,93 km². Налази се на средњој надморској висини од 417 метара (максималној 551 m, а минималној 395 m).

## Демографија
| 1962. | 1968. | 1975. | 1982. | 1990. | 1999. | 2011. |
| ----- | ----- | ----- | ----- | ----- | ----- | ----- |
| 87    | 98    | 103   | 129   | 118   | 120   | 148   |

График промене броја становника у току последњих година